# Jugoszlávia az 1952. évi téli olimpiai játékokon
Jugoszlávia a norvégiai Oslóban megrendezett 1952. évi téli olimpiai játékok egyik részt vevő nemzete volt. Az országot az olimpián 3 sportágban 6 sportoló képviselte, akik érmet nem szereztek.

## Alpesisí
Férfi
| Versenyző   | Versenyszám      | 1. futam | 1. futam | 2. futam | 2. futam | Összesítés | Összesítés |
| Versenyző   | Versenyszám      | Idő      | Hely.    | Idő      | Hely.    | Idő        | Helyezés   |
| ----------- | ---------------- | -------- | -------- | -------- | -------- | ---------- | ---------- |
| Tine Mulej  | Műlesiklás       | 1:07,5   | 36.      | kiesett  | kiesett  | kiesett    | kiesett    |
| Tine Mulej  | Óriás-műlesiklás |          |          |          |          | 2:41,3     | 27.        |
| Janko Štefe | Lesiklás         |          |          |          |          | 2:40,6     | 13.        |
| Janko Štefe | Műlesiklás       | 1:03,7   | 18.      | kizárták | kizárták | kiesett    | kiesett    |
| Janko Štefe | Óriás-műlesiklás |          |          |          |          | 2:47,5     | 33.        |

## Sífutás
Női
| Versenyző         | Versenyszám | Eredmény | Helyezés |
| ----------------- | ----------- | -------- | -------- |
| Angela Kordež     | 10 km       | 52:33    | 16.      |
| Nada Birko-Kustec | 10 km       | 50:44    | 14.      |

## Síugrás
| Versenyző      | 1. ugrás | 1. ugrás | 1. ugrás | 2. ugrás | 2. ugrás | 2. ugrás | Összesítés | Összesítés |
| Versenyző      | Távolság | Pont     | Hely.    | Távolság | Pont     | Hely.    | Pont       | Helyezés   |
| -------------- | -------- | -------- | -------- | -------- | -------- | -------- | ---------- | ---------- |
| Karel Klančnik | 60,0     | 96,5     | 24.*     | 56,5     | 92,0     | 34.      | 188,5      | 29.*       |
| Janez Polda    | 62,5     | 101,0    | 17.      | 62,0     | 99,5     | 19.      | 200,5      | 16.*       |

* - egy másik versenyzővel azonos eredményt ért el